# 岐阜県道460号石浦陣屋下切線
岐阜県道460号石浦陣屋下切線（ぎふけんどう460ごう いしうらじんやしもぎりせん）は、岐阜県高山市内を通る一般県道である。

## 概要
岐阜県高山市石浦町の石浦町北交差点（国道41号交点）を起点とし、同市下切町の松本町北交差点（岐阜県道89号高山上宝線交点）が終点。高山市内中心部を走る路線。途中、同市名田町の日赤北交差点で東に分流し、同市八軒町の陣屋前交差点までを含む。この路線は、高山陣屋へ向かう部分を除き以前は国道41号だった為、地元では「旧41号」とも呼ばれる。同市総和町の国分寺東交差点から上記の日赤北交差点までは国道158号との重複区間。
沿線には、飛騨国分寺や高山郵便局、飛騨総社、高山陣屋や高山赤十字病院などがある。

### 路線データ
- 起点：岐阜県高山市石浦町（国道41号交点）
- 終点：岐阜県高山市下切町（岐阜県道89号高山上宝線交点）
- 重要な経過地：高山陣屋（岐阜県高山市）

## 沿革
- 1977年（昭和52年）2月27日 ： 認定[1]

## 路線状況

### 別名
- 八軒町通り（高山市）
- 益田街道（高山市）
- 越中東街道（高山市）

## 地理

### 通過する自治体
- 岐阜県
  - 高山市

### 接続する道路
- 国道41号（石浦町北交差点）
- 国道158号（重複区間：日赤北交差点～国分寺東交差点）
- 岐阜県道462号岩井高山停車場線（高山郵便局前交差点）
- 国道158号・岐阜県道74号高山停車場線（国分寺東交差点）
- 岐阜県道458号町方高山線（万人橋西交差点）
- 岐阜県道89号高山上宝線（松本町北交差点）

### 周辺
- 岐阜県立高山工業高等学校
- 高山市立日枝中学校
- 高山市立山王小学校
- 高山市立花里小学校
- 高山赤十字病院
- 岐阜県立飛騨特別支援学校 高山日赤分校
- 高山陣屋
- 高山郵便局
- 飛騨国分寺
- 高山市役所
- 高山市立西小学校
- 飛騨総社
- 高山市立北小学校